# Boppard
Boppard (dříve Boppart) je západoněmecké město v zemském okrese Rýn-Hunsrück, ve spolkové zemi Porýní-Falc, ležící přibližně 14 kilometrů jižně od města Koblenz. Město se nachází na středním toku Rýnu, ve vinařské oblasti Rýnské soutěsky, která je na seznamu Světového dědictví UNESCO.
V září 1198 zde římský král Filip Švábský, v očekávání vojenské pomoci proti Otovi Brunšvickému, nechal korunovat králem svého spojence českého panovníka Přemysla Otakara I.

## Partnerská města
- Óme, Japonsko (1965)
- Amboise, Francie (1985)
- Truro, Spojené království (1991)
- Keszthely, Maďarsko (1997)
- Nyabitekeri, Rwanda (2008)